# Noßwitz (Rochlitz)
Noßwitz (und der Ortsteil Hellerdorf) ist ein Ortsteil der Großen Kreisstadt Rochlitz im sächsischen Landkreis Mittelsachsen. Der Ort mit seinem Ortsteil Hellerdorf wurden am 1. Januar 1994 eingemeindet.

## Geographie

### Geographische Lage

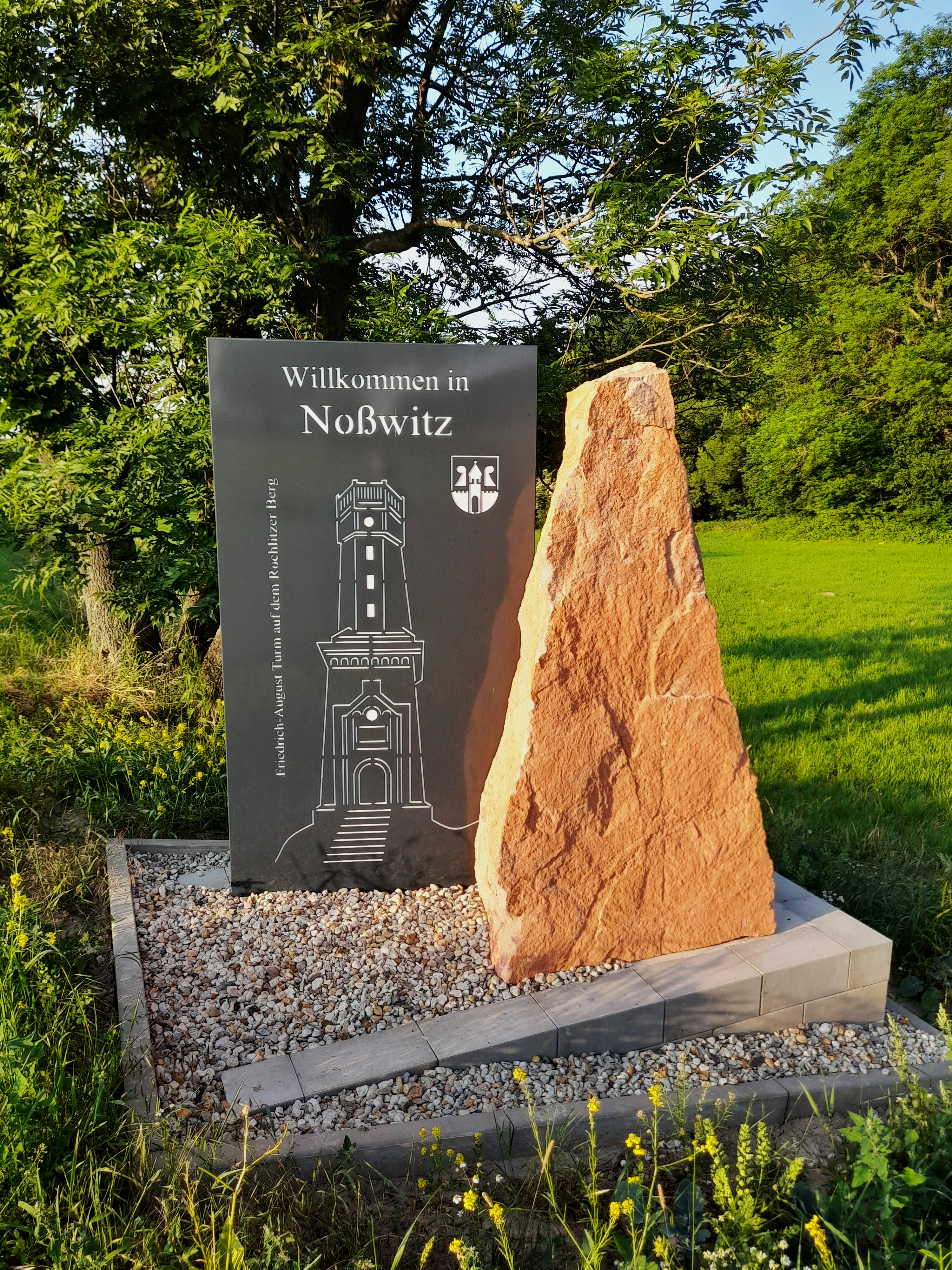
Willkomenstafel Noßwitz mit Porphyrstein

Noßwitz liegt südwestlich der Rochlitzer Altstadt und westlich der Zwickauer Mulde. Der Ortsteil Hellerdorf bildet heute den südlichen Teil des Orts. Er wird von der Hellerbach, einem Zufluss der Zwickauer Mulde, von Noßwitz getrennt. Der Rochlitzer Berg liegt unmittelbar südlich des Orts. Die Bundesstraße 175 führt südlich an Noßwitz vorbei. Die stillgelegte Bahnstrecke Rochlitz–Penig führt in einem weiten Bogen über die Nachbarorte im Westen und Norden an Noßwitz vorbei.

### Nachbarorte
| Köttwitzsch             | Poppitz                                     | Rochlitz |
| Stollsdorf, Wittgendorf | Kompassrose, die auf Nachbargemeinden zeigt | Sörnzig  |
| Carsdorf                | Wechselburg                                 |          |

## Geschichte

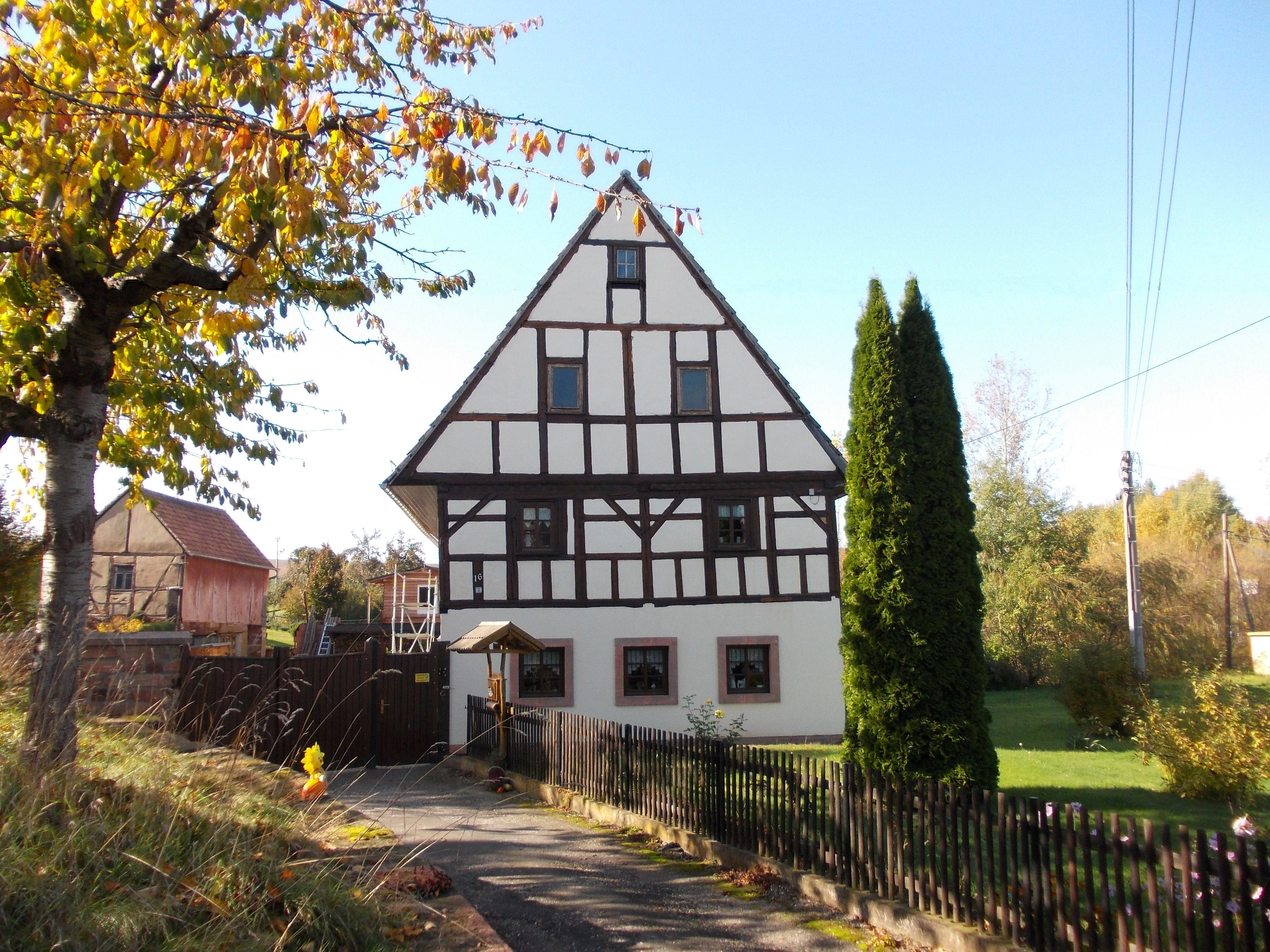
Fachwerkhaus in Noßwitz

Noßwitz wurde im Jahr 1350 als „Nuczewicz“ bzw. „Nuzwicz“ erwähnt, der Ortsteil Hellerdorf im Jahr 1558 als „bey N. in der Helle“. Bezüglich der Grundherrschaft gehörte Noßwitz im Jahr 1548 anteilig der Pfarre zu Rochlitz, der Pfarre zu Königsfeld, dem Rat zu Rochlitz und als Amtsdorf zum Amt Rochlitz. Nach 1764 bis 1865 gehörte der Ort vollständig als Amtsdorf zum kursächsischen bzw. königlich-sächsischen Amt Rochlitz. Kirchlich ist der Ort seit jeher nach Rochlitz gepfarrt. Bei den im 19. Jahrhundert im Königreich Sachsen durchgeführten Verwaltungsreformen wurden die Ämter aufgelöst. Dadurch kam Noßwitz im Jahr 1856 unter die Verwaltung des Gerichtsamts Rochlitz und 1875 an die neu gegründete Amtshauptmannschaft Rochlitz.
Durch die zweite Kreisreform in der DDR im Jahr 1952 wurde die Gemeinde Noßwitz mit Hellerdorf dem Kreis Rochlitz im Bezirk Chemnitz (1953 in Bezirk Karl-Marx-Stadt umbenannt) angegliedert, der ab 1990 als sächsischer Landkreis Rochlitz fortgeführt wurde und 1994 im neu gebildeten Landkreis Mittweida und 2008 im Landkreis Mittelsachsen aufging. Am 1. Januar 1994 wurde Noßwitz nach Rochlitz eingemeindet.